# Баньї-ді-Лукка
Баньї-ді-Лукка (італ. Bagni di Lucca) — муніципалітет в Італії, у регіоні Тоскана,  провінція Лукка.
Баньї-ді-Лукка розташоване на відстані близько 290 км на північний захід від Рима, 60 км на північний захід від Флоренції, 19 км на північ від Лукки.
Населення — 6211 осіб (2014).
Щорічний фестиваль відбувається 29 червня . Покровитель — святий Петро.

## Демографія
Населення за роками:

Станом на 1 січня 2023 року в муніципалітеті офіційно проживав 631 іноземець з 48 країн, серед них 177 громадян країн Євросоюзу та 8 громадян України.

## Сусідні муніципалітети
- Абетоне
- Борго-а-Моццано
- Корелья-Антельмінеллі
- Кутільяно
- Пеша
- Пітельйо
- Вілла-Базиліка